# Абдула Радиф
Абдула бин Хади бин Джабер Радиф (на арабски: عبد الله بن هادي بن جابر رديف) е саудитски футболист, играещ като полузащитник за саудитски Ал-Шабаб и националния отбор на Саудитска Арабия. Участник в Купата на Азия 2023 където бележи първия гол в 1/16 финала срещу Южна Корея при равенството 1:1, 2:4 след дузпи). 

## Успехи
Ал-Хилал (Рияд)
- Арабска лига на шампионите
  -  Шампион (1): 2021/22
- Суперкупа на Саудитска Арабия
  -  Носител (1): 2021
- Шампионска лига на Азия
  -  Носител (1): 2021

 Саудитска Арабия до 20 г.
- Арабска купа до 20 г.
  -  Носител (2): 2021, 2022

 Саудитска Арабия до 23 г.
- Купа на Азия до 23 г.
  -  Носител (1): 2022